# Connettore C

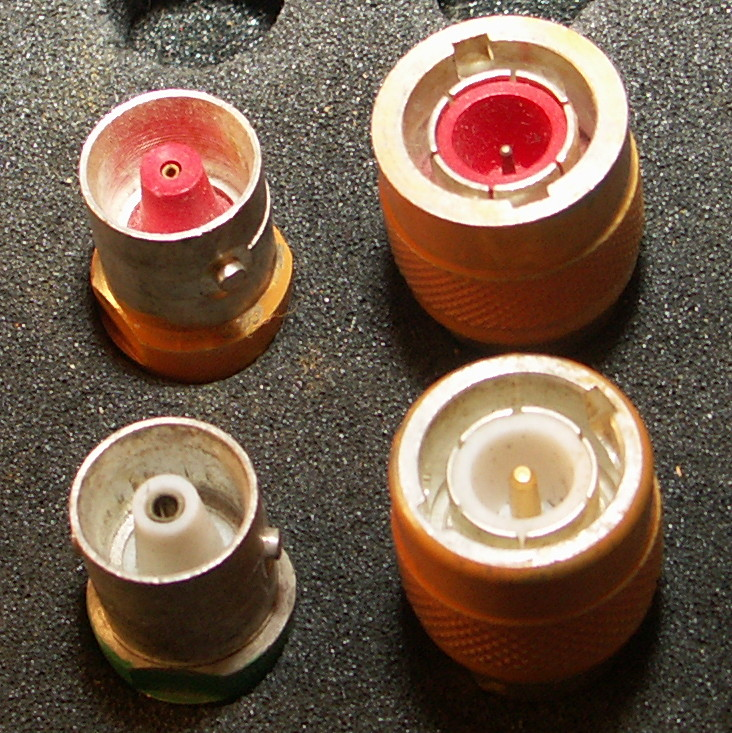
Immagine che mostra a confronto i connettori C da 50ohm e da 75ohm

Il Connettore C è un tipo di connettore per segnali in radiofrequenza usato per la terminazione di cavi coassiali, l'accoppiamento e il bloccaggio avviene a baionetta, similmente al connettore BNC, entrambi progettati da Carl Concelman, ingegnere della società statunitense Amphenol.
È adatto per segnali con frequenza fino a 11 GHz.